# Saint-Arnoult (Seine-Maritime)
Saint-Arnoult település Franciaországban, Seine-Maritime megyében. Lakosainak száma 1459 fő (2022. január 1.). Saint-Arnoult Anquetierville, Rives-en-Seine, Grand-Camp, Maulévrier-Sainte-Gertrude, Saint-Gilles-de-Crétot és Saint-Nicolas-de-la-Haie községekkel határos.

## Népesség
A település népessége az elmúlt években az alábbi módon változott:
| Lakosok száma | 1314 | 1306 | 1380 | 1384 | 1414 | 1444 | 1455 | 1453 | 1459 |
|               | 2013 | 2015 | 2016 | 2017 | 2018 | 2019 | 2020 | 2021 | 2022 |